# Malporus formicarius
Malporus formicarius är en skalbaggsart som först beskrevs av Laferté-sénectère 1849.  Malporus formicarius ingår i släktet Malporus och familjen kvickbaggar. Inga underarter finns listade i Catalogue of Life.